# Inselbahn Spiekeroog
| Der Bahnhof der heutigen Museumspferdebahn am Dorfrand |                     |                                                       |                                                       |
| Streckennummer: | 9156                |                                                       |                                                       |
| Kursbuchstrecke (DB): | 10006, 1000 f (alt) |                                                       |                                                       |
| Streckenlänge: | 3,5 km              |                                                       |                                                       |
| Spurweite: | 1000 mm (Meterspur) |                                                       |                                                       |
| |                     |                                                       |                                                       |
| \| \| \| Noorderloog (bis 1924) \| \| \| \| \| Rathaus (bis 1957) \| \| \| \| \| Bahnhof (seit 1957) \| \| \| \| \| Deichdurchlass \| \| \| \| \| Westen \| \| \| \| \| Abzweig „StAIK-Strecke“[1] \| \| \| \| \| Westend (seit 1981) \| \| \| \| \| Staatliches Amt für Insel- und Küstenschutz \| \| \| \| \| Altes Rettungshaus (ab 2025) \| \| \| \| \| Abzweig „StAIK-Strecke“ \| \| \| \| \| Zeltplatz \| \| \| \| \| parallele „StAIK-Strecke“ und Hauptstrecke (bis 1968) \| \| \| \| \| \| \| \| \| \| Alter Anleger (bis 1949) \| \| \| \| \| Pfahljochstrecke \| \| \| \| \| Neuer Anleger \| \| \| \| \| Fähre nach Neuharlingersiel \| \| |                     |                                                       |                                                       |
| Kopfbahnhof Streckenanfang (Strecke außer Betrieb) |                     | Noorderloog (bis 1924)                                | Noorderloog (bis 1924)                                |
| Bahnhof (Strecke außer Betrieb) |                     | Rathaus (bis 1957)                                    | Rathaus (bis 1957)                                    |
| Kopfbahnhof Strecke bis hier außer Betrieb |                     | Bahnhof (seit 1957)                                   | Bahnhof (seit 1957)                                   |
| |                     | Deichdurchlass                                        |                                                       |
| ehemaliger Haltepunkt / Haltestelle |                     | Westen                                                | Westen                                                |
| Verschwenkung von links · Verschwenkung von rechts |                     | Abzweig „StAIK-Strecke“                               | Abzweig „StAIK-Strecke“                               |
| Haltepunkt / Haltestelle Strecke ab hier außer Betrieb · Strecke |                     | Westend (seit 1981)                                   | Westend (seit 1981)                                   |
| Dienststation / Betriebs- oder Güterbahnhof (Strecke außer Betrieb) · Strecke |                     | Staatliches Amt für Insel- und Küstenschutz           | Staatliches Amt für Insel- und Küstenschutz           |
| Strecke (außer Betrieb) · Haltepunkt / Haltestelle Strecke ab hier außer Betrieb |                     | Altes Rettungshaus (ab 2025)                          | Altes Rettungshaus (ab 2025)                          |
| Verschwenkung nach links (Strecke außer Betrieb) · Verschwenkung nach rechts (Strecke außer Betrieb) |                     | Abzweig „StAIK-Strecke“                               | Abzweig „StAIK-Strecke“                               |
| Haltepunkt / Haltestelle (Strecke außer Betrieb) |                     | Zeltplatz                                             | Zeltplatz                                             |
| Strecke (außer Betrieb) |                     | parallele „StAIK-Strecke“ und Hauptstrecke (bis 1968) | parallele „StAIK-Strecke“ und Hauptstrecke (bis 1968) |
| Verschwenkung von links (Strecke außer Betrieb) · Verschwenkung von rechts (Strecke außer Betrieb) |                     |                                                       |                                                       |
| Strecke unter Wasserlauf (Strecke außer Betrieb) · Kopfbahnhof Streckenende (Strecke außer Betrieb) |                     | Alter Anleger (bis 1949)                              | Alter Anleger (bis 1949)                              |
| Strecke unter Wasserlauf (Strecke außer Betrieb) |                     | Pfahljochstrecke                                      | Pfahljochstrecke                                      |
| Kopfbahnhof Streckenende (Strecke außer Betrieb) |                     | Neuer Anleger                                         | Neuer Anleger                                         |
| |                     | Fähre nach Neuharlingersiel                           |                                                       |

Die Inselbahn Spiekeroog ist eine eingleisige, meterspurige und nicht elektrifizierte Bahnstrecke auf der ostfriesischen Insel Spiekeroog. Nach der Stilllegung der eigentlichen Inselbahn im Jahr 1981 wird eine Museumspferdebahn auf der Teilstrecke Bahnhof – Westend betrieben. Seit 2025 ist auch die Teilstrecke Bahnhof – Altes Rettungshaus wieder im Betrieb.

## Erste Pferdebahnzeit

Pferdebahn im Noorderloog um 1900

Mit der Aufnahme des Badebetriebes am Herrenstrand am Westend bestand Bedarf an einer bequemen Verkehrsverbindung zwischen Dorf und Badestrand. Am 9. Juli 1885 wurde die Strecke als meterspurige Pferdebahn eröffnet. Die Bahn begann im Noorderloog vor Haus Nummer 10 und führte über den Westerloog durch den Deichschart bis zum Westend. Die Strecke war 1,6 Kilometer lang; es bestanden Zwischenstationen vor dem Hotel zur Linde, vor Günsels Hotel und am Damenpad. Eine erste Remise wurde im Noorderloog angelegt. Die Bahn wurde nur im Sommer während der Badesaison betrieben. Am Westend wurde 1902 eine feste Warmbadeanstalt eingerichtet, um auch bei schlechtem Wetter Wannenbäder im Meerwasser zu ermöglichen. In diesem Gebäude befindet sich heute die Kneipe Laramie. 1891 konnte ganz im Süden der Insel der erste Anleger eröffnet werden, gebaut aus der Ladung eines gestrandeten Holzfrachters. Für die Verbindung in den Ort wurde ein Abzweig von der Pferdebahn durch die Wattwiesen angelegt. Im Bereich des Anlegers war das Gleis auf dem Wattboden verlegt und bei Hochwasser überspült. Hochrädrige Wagen sorgten für ein trockenes Umsteigen der Fahrgäste, die Pferde standen aber gelegentlich bis zum Bauch im Wasser.
Nachdem bereits 1907 vor Günsels Hotel ein kleines Bahnhofsgebäude errichtet worden war, wurde die Strecke im Noorderloog 1924 aufgegeben. Eine neue Remise wurde 1934 auf dem Gelände des heutigen Postamtes errichtet.
Wegen Sturmflutschäden am Strand wurde der Hauptbadestrand 1932 zum Dorf verlegt und der zum Westend führende Abschnitt der Pferdebahn nicht mehr bedient.
Seit der Zerstörung der Pferdebahn Langeoog im Herbst 1936 wurde auf Spiekeroog die letzte Pferdebahn in Deutschland betrieben.

## Dieselbetrieb
Nach dem Zweiten Weltkrieg war die Pferdebahn dem angestiegenen Badetourismus nicht mehr gewachsen, so dass der Pferdebetrieb als letzter seiner Art in Deutschland im Mai 1949 eingestellt wurde, die Pferde wurden durch Dieseltraktion ersetzt. Gleichzeitig wurde die Strecke vom Abzweig an der alten Badestrecke bis zum Anleger weiter westlich am Dünenrand neu trassiert. Der Anleger war vergrößert worden, so dass die Bahn nun direkt auf den Anleger fahren konnte. Zwischenhalte wurden am Zeltplatz und am Haltepunkt Westen angelegt, wo sich der Abzweig von der Stammstrecke befand.
Da die Bahn im Westerloog Verkehrsprobleme verursachte, baute man 1957 einen neuen Endbahnhof gegenüber der Wagenremise. In diesem Gebäude befindet sich heute die Pizzeria Der Bahnhof. Etwas südlich davon entstand ein neuer Lokschuppen mit Werkstatt.
Am Westend war ein Bauhof des niedersächsischen Bauamts für Küstenschutz (später Staatliches Amt für Küsten- und Inselschutz – StAIK) mit Hauptsitz in Norden entstanden, der über das alte Gleis zum Herrenstrand angeschlossen war. Nach der großen Sturmflut 1962 baute das StAIK einen neuen Anleger leicht westlich des bestehenden, der vom Bauhof aus in einer neuen Strecke durch den Dünengürtel erschlossen wurde. Vom Zeltplatz bis zum Anleger lag diese Strecke parallel zur bisherigen.

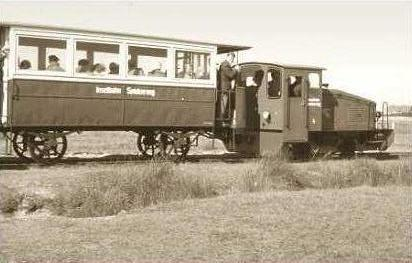
Diesellok 4 auf Spiekeroog
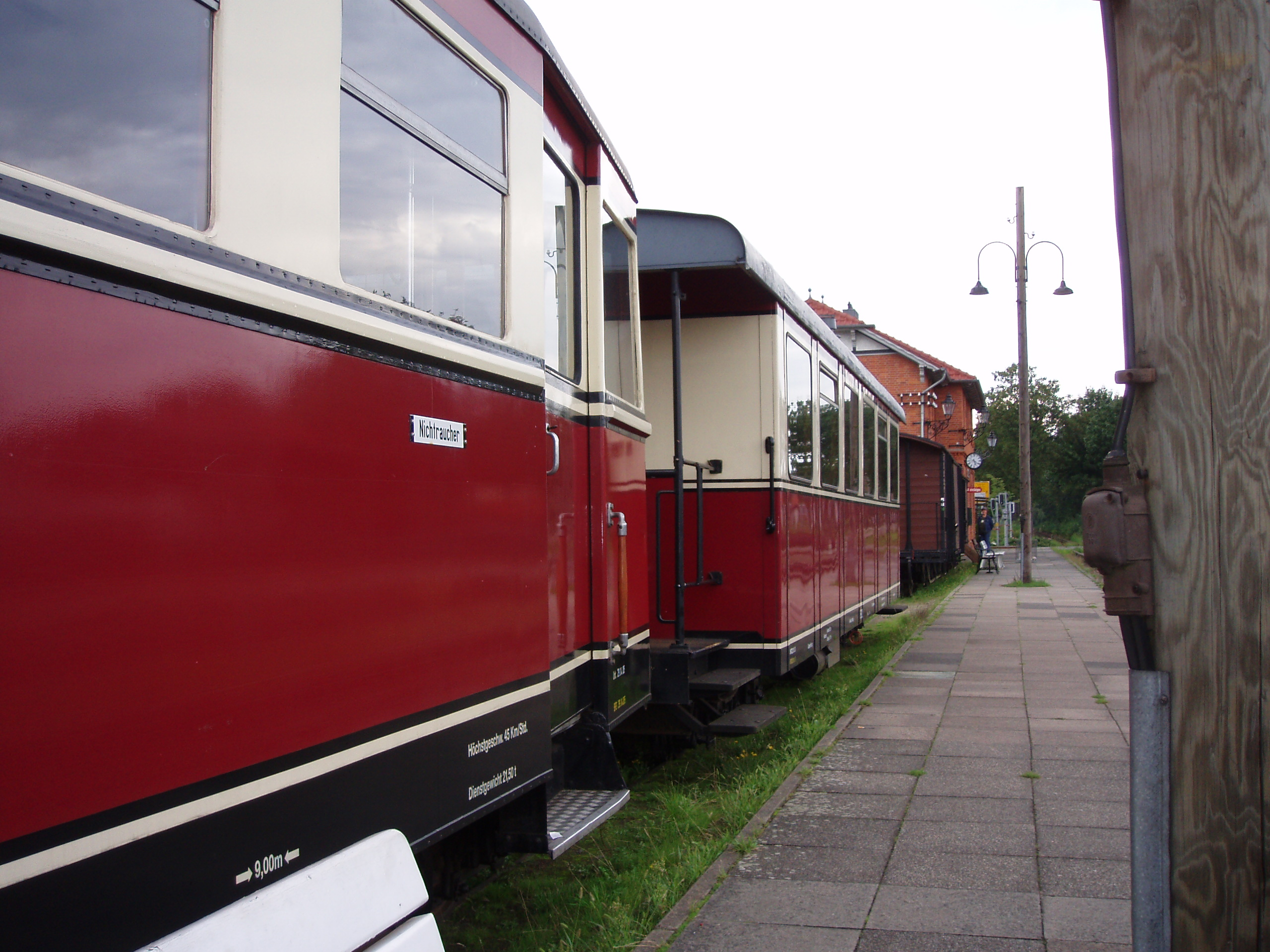
Der ehemalige Wagen Nr. 20 (hinten)
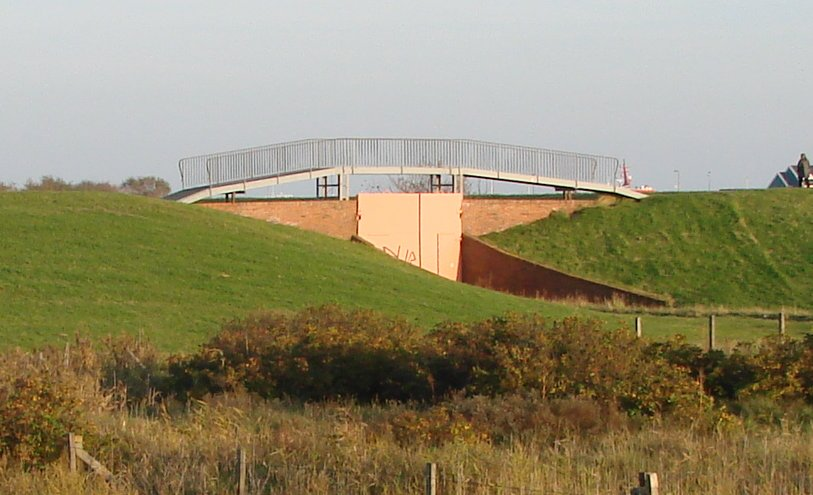
Deichdurchlass der Inselbahn mit Fußgängerbrücke

## Anleger

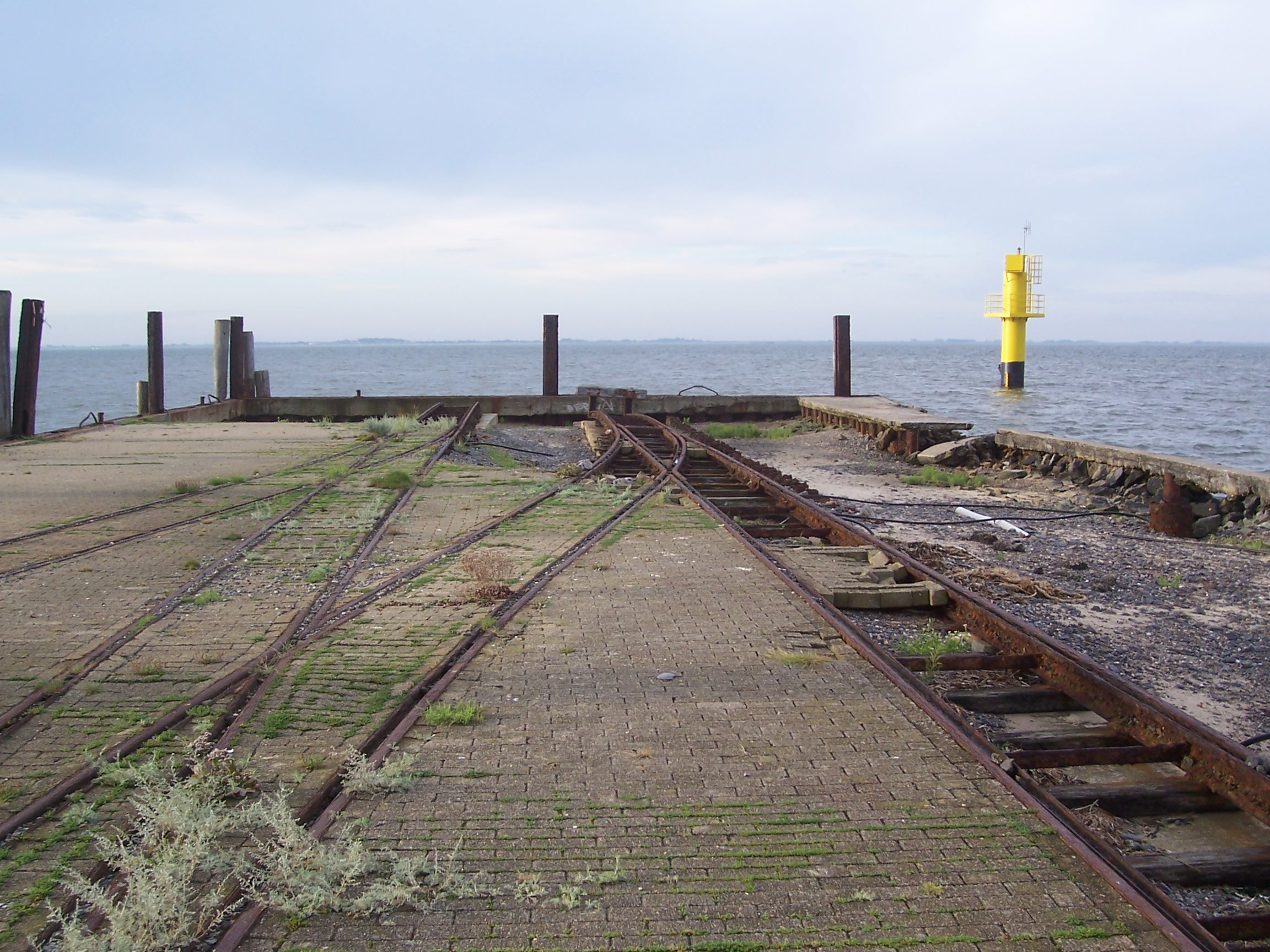
Der alte Anleger 2006

An der Stelle des alten Anlegers befanden sich in der Geschichte insgesamt vier Anleger.
1891 konnte ganz im Süden der Insel der erste Anleger eröffnet werden. 1927 wurde ein neuer Anleger gebaut, nachdem der alte im Winter 1926 durch Eisgang zerstört worden war. Westlich des bisherigen Anlegers wurde 1949 ein Anleger neu gebaut, so dass Fährschiffe direkt daran anlegen und die Bahn über eine Pfahljochstrecke auf den Anleger fahren konnte. Nach der großen Sturmflut vom 16./17. Februar 1962 baute das WSA einen neuen Anleger neben dem bisherigen, den vierten und letzten an dieser Stelle, um die umfangreichen Materialtransporte für die Befestigungsarbeiten bewältigen zu können. Für den neuen Anleger musste eine zweite Pfahljochstrecke errichtet werden, ab 1965 durfte ihn die Inselbahn für den Personenverkehr benutzen, ab 1968 ging auch der Güterverkehr über ihn.
Ab 1981 wurde der Anleger nur noch gelegentlich von Sportbooten genutzt, was aber aufgrund der zunehmenden Versandung des Hafenbeckens immer schwieriger wurde. Für Touristen und Inselbewohner stellte der Anleger ein beliebtes Ausflugsziel dar. Im April 2007 wurde jedoch von der Gemeinde Spiekeroog nach 26 Jahren sein Abriss beschlossen und ab August 2009 durchgeführt. Ende September 2009 war der Rückbau des Anlegers bereits vollendet, heute existiert an seiner Stelle nur noch eine beim Abriss des Anlegers neu errichtete Buhne.

## Stilllegung und Museumspferdebahn

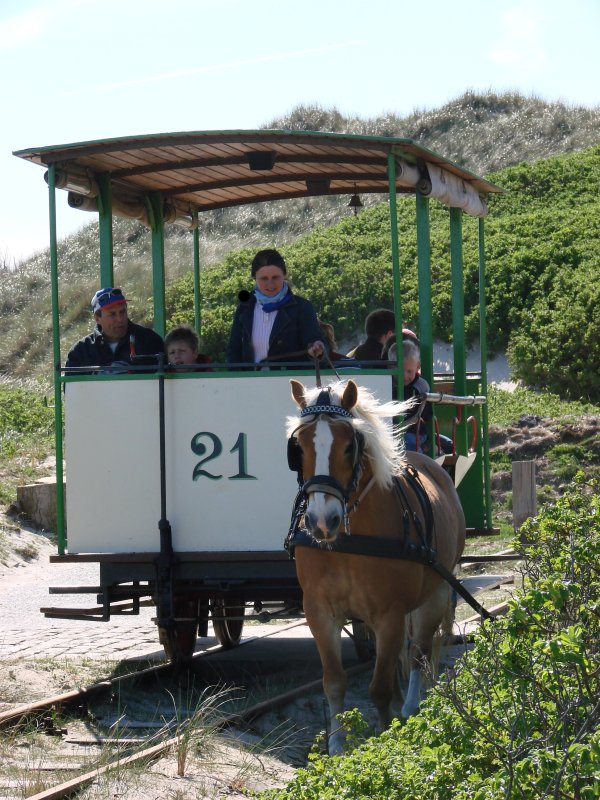
Pferdebahn an der Endhaltestelle Westend

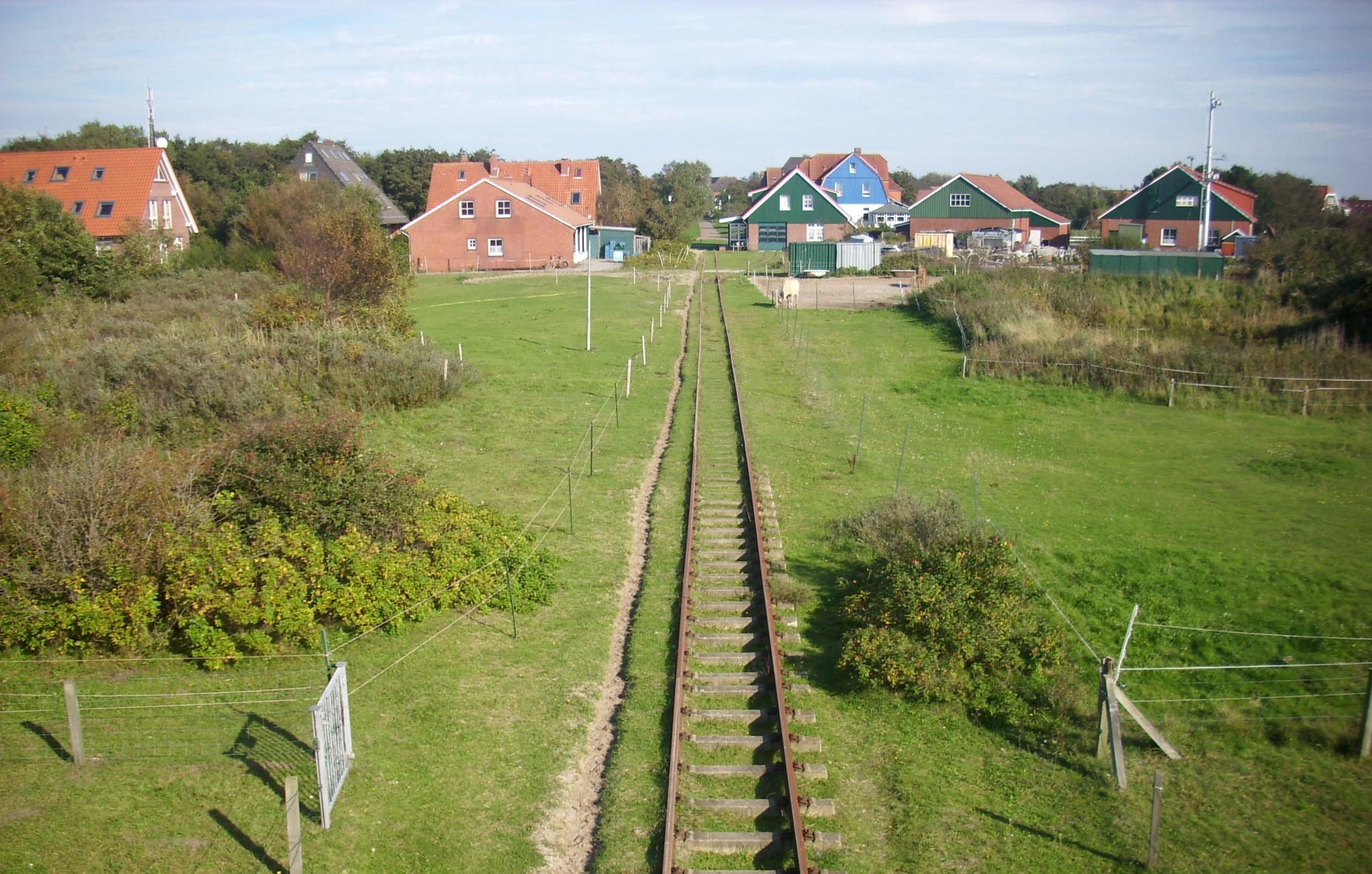
Blick über den Inselbahnhof, hinten links das ehem. Bahnhofsgebäude, mittig der heutige Bahnhof der Pferdebahn, rechts die beiden ehemaligen Werkstätten.

Um die Versorgung der Insel zu verbessern und da die Strecke sanierungsbedürftig war, wurde ein ortsnaher Hafen gebaut, der 1981 in Betrieb genommen wurde. Die Bahn wurde daher nicht mehr benötigt und der Betrieb eingestellt. Die Gleise wurden mit Ausnahme des Abschnitts Bahnhof–Westend abgebaut, die Lokomotiven und Wagen wurden verkauft. So gelangte der einzige Triebwagen mit vier Personenwagen zur Wangerooger Inselbahn, die Lok 6 zur Inselbahn Langeoog. Auf Spiekeroog wurde noch im selben Jahr mit einer Museumspferdebahn der Betrieb wieder aufgenommen, der damals einzigen in Deutschland. Außerdem wurde für die Museumspferdebahn auf dem Bahnhofsgelände im Ort ein neues Bahnhofsgebäude gebaut, in dem sich auch das über die einzige Weiche erreichbare Depot befindet. Anfangs wurde der Wagen der Pferdebahn noch in einer grünen Garage mit Abstellgleis auf dem Bahnhofsgelände abgestellt. Das ehemalige, noch komplett erhaltene Bahnhofsgebäude (samt Güterschuppen) wird heute als Restaurant „Der Bahnhof“ genutzt. Der nördliche Teil des Bahnhofsgeländes, auf dem Gleise für das Abstellen, Beladen und Abfertigen von Güterwagen bestanden, wurde mit Häusern bebaut. Auf dem Rest des ehemaligen Bahnhofsgeländes befinden sich kleine Pferdekoppeln und der Bauhof der Inselgemeinde Spiekeroog. Die Museumspferdebahn verkehrte in der Sommersaison mehrmals täglich vom Bahnhof zum Westend. Die Idee einer Verlängerung vor das Rathaus wie vor 1957 wurde 2005 wieder fallen gelassen. Im Winter 2005/2006 wurden die inzwischen verschlissenen Schienen gegen gebrauchte ausgetauscht, die von der Inselbahn Langeoog kamen. Im Sommer 2017 kaufte der Betreiber ein zweites Pferd. So konnte in der Saison zwischen den beiden Pferden Tag um Tag gewechselt werden.
Von 2020 bis Juli 2021 ruhte der Verkehr, weil ein marodes Deichtor ersetzt werden musste. Zunächst standen die Mittel nicht zur Verfügung. Durch Spenden im Umfang von 110.000 Euro konnte jedoch das Problem gelöst werden.

### Teilweiser Wiederaufbau
Da zukünftig durch eine Deicherhöhung die Verlegung des Bahnhofs vor den Deich notwendig wird, wurde Anfang 2025 mit den Bauarbeiten zur Verlängerung des Gleises bis zum alten Rettungshaus begonnen. Die Erweiterung umfasst eine Weiche in der Nähe des Huus Jan und den Wiederaufbau von rund 900 m Gleis auf der alten Hauptstrecke. Die Eröffnung war für Mai 2025 vorgesehen und fand auch termingerecht statt.
Von den Kosten in Höhe von knapp 600.000 € wurden 75.000 € mit Spenden gedeckt.

## Fahrzeuge
Im Mai 1963 gelangte ein Dieseltriebwagen des Typs Frankfurt der Waggonfabrik Wismar der stillgelegten Kreisbahn Emden–Pewsum–Greetsiel nach Spiekeroog. Er trug nach Anpassungsarbeiten als Nr. 5 mit dem „roten Zug“ die Hauptlast des Verkehrs. Daneben gab es zwei zweiachsige Diesellokomotiven (Nr. 4 und 6), welche im Güterverkehr und bei stärkerem Verkehr mit einem weiteren Zug, dem „grünen Zug“, zum Einsatz kamen. Die Personenwagen waren sämtlich gebraucht gekauft und stammten unter anderem von der Geilenkirchener Kreisbahn und den Mittelbadischen Eisenbahnen. Auch die Güterwagen kamen gebraucht von verschiedenen Bahnen auf dem Festland. Manche waren so desolat, dass sie auf Spiekeroog gar nicht mehr in Betrieb genommen wurden. Zudem gab es einen Schienenkran, welcher bis 1955 am Anleger zum Güterumschlag eingesetzt und danach abgestellt wurde.
Erhaltene Fahrzeuge
Die Lokomotive 4, der Triebwagen 5, der Personenwagen 20 und mehrere Güterwagen (unter anderem der zum Heizöltransport verwendete Kesselwagen 32) sind beim Deutschen Eisenbahn-Verein (DEV) museal erhalten, wobei der Triebwagen zuvor von 1981 bis 1993 auf Wangerooge als 699 001 im Einsatz war. Die Lokomotive 2, lange Zeit beim DEV, steht heute in Harle als Denkmal, Lok 6 ist noch immer auf der Inselbahn Langeoog als Kö 4 im Güterverkehr im Einsatz, seit der Einstellung des Güterverkehrs dient sie zur gelegentlichen Beförderung von Gepäckzügen. Lok 4 stand nach der Betriebseinstellung bis zum Jahr 2000 mit drei Wagen am Bahnhof Spiekeroog als Denkmal, ehe sie in desolatem Zustand an den DEV abgegeben wurde, wo sie zurzeit aufgearbeitet wird. Die beiden Personenwagen des Denkmals stehen heute bei einem Privatmann in den Niederlanden.